# Liste der Monuments historiques in Saint-Côme (Gironde)
Die Liste der Monuments historiques in Saint-Côme (Gironde) führt die Monuments historiques in der französischen Gemeinde Saint-Côme auf.

## Liste der Objekte
| Bezeichnung                                             | Beschreibung                                            | Standort                     | Kennzeichnung | Schutzstatus | Datum | Bild |
| ------------------------------------------------------- | ------------------------------------------------------- | ---------------------------- | ------------- | ------------ | ----- | ---- |
| Retabel                                                 | Holz, bemalt und vergoldet, 18. Jahrhundert und 1830/40 | in der Kirche St-Côme (Lage) | PM33001625    | Inscrit      | 1988  |      |
| Chorabtrennung                                          | Holz (?), 19. Jahrhundert                               | in der Kirche St-Côme (Lage) | PM33002000    | Inscrit      | 2004  |      |
| Altar mit Retabel und Tabernakel                        | Holz, vergoldet, 18. Jahrhundert                        | in der Kirche St-Côme (Lage) | PM33000673    | Classé       | 1988  |      |
| Retabel an der Nordseite                                | Holz (?)                                                | in der Kirche St-Côme (Lage) | PM33001999    | Inscrit      | 2004  |      |
| Gemälde Heiliger Côme und heiliger Damien vor dem Kreuz | 18. Jahrhundert                                         | in der Kirche St-Côme (Lage) | PM33002492    | Inscrit      | 2005  |      |